# پرستن (مریلند)
پرستن (به انگلیسی: Preston) شهری در ایالت مریلند کشور ایالات متحده آمریکا است که جمعیت آن در سرشماری سال ۲۰۱۰ میلادی، ۷۱۹ نفر بوده‌است.